# ITU World Championship Series 2009
Die World Championship Series ist eine seit 2009 jährlich stattfindende Triathlon-Rennserie über die „Kurzdistanz“ oder auch „olympische Triathlon-Distanz“.

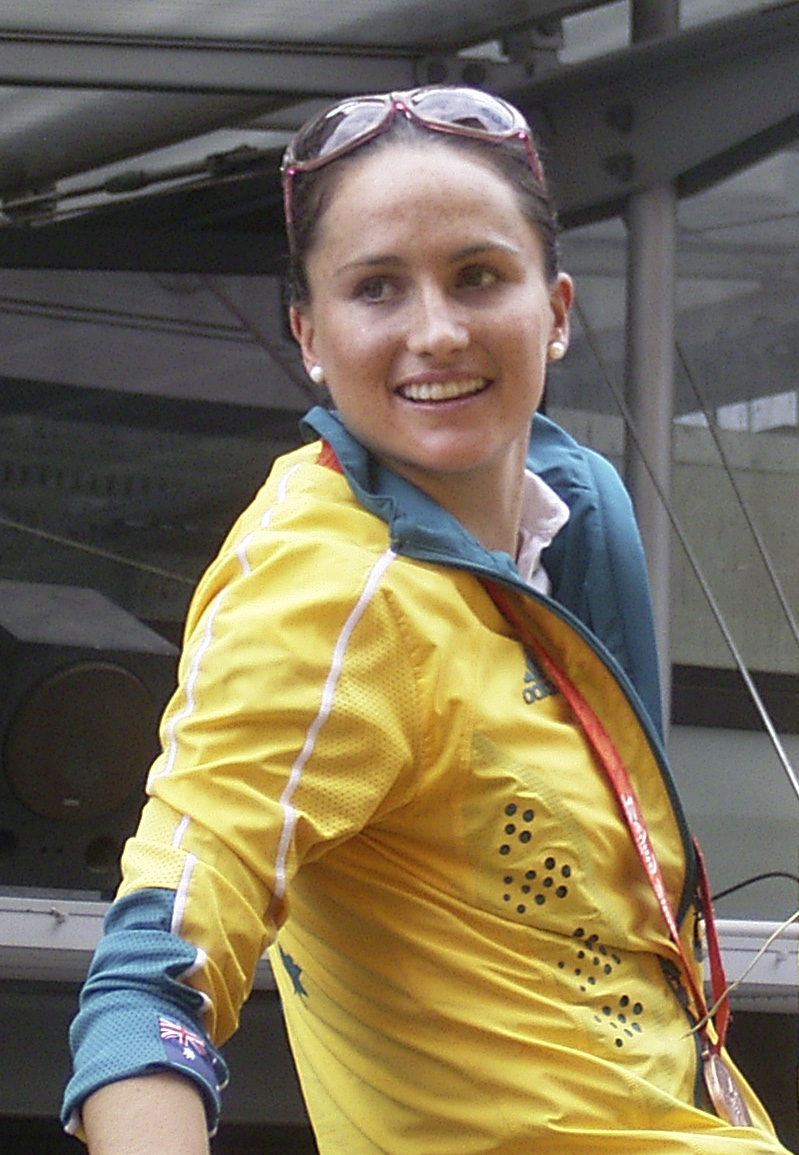
Emma Moffatt – Weltmeisterin auf der Kurzdistanz (2009 und 2010)

## Organisation
Die Distanzen für diese Rennen sind 1,5 km Schwimmen, 40 km Radfahren und 10 km Laufen. Dieser Weltcup wird seit 1989 jährlich von der Internationalen Triathlon Union (ITU) veranstaltet.
Das Teilnehmerfeld der World Championship Series 2009 war jeweils auf 65 Frauen und Männer limitiert und bei der Finalveranstaltung waren es dann 75. Entscheidend für die Teilnahme sind die internationalen Ranking-Punkte. Pro Nation und Geschlecht dürfen pro Rennen maximal sechs Athleten starten.
Es fanden 2009 sieben Rennen über die olympische Distanz für Männer und Frauen und als Abschluss dann das achte, das „Grand Final“ in Australien statt.

## Einzelrennen

### Frauen
| Datum                     | Ort              | Gold             | Zeit    | Silber        | Zeit    | Bronze           | Zeit    |
| 2. Mai 2009               | Tongyeong        | Emma Snowsill    | 2:02:42 | Emma Moffatt  | 2:02:52 | Juri Ide         | 2:03:30 |
| 30. Mai 2009              | Madrid           | Andrea Hewitt    | 2:05:58 | Lisa Nordén   | 2:05:59 | Jessica Harrison | 2:05:59 |
| 20. Juni 2009             | Washington, D.C. | Emma Moffatt -1- | 1:59:55 | Emma Snowsill | 2:00:20 | Daniela Ryf      | 2:01:01 |
| 11. Juli 2009             | Kitzbühel        | Emma Moffatt -2- | 1:54:38 | Nicola Spirig | 1:55:12 | Andrea Hewitt    | 1:55:17 |
| 25. Juli 2009             | Hamburg          | Emma Moffatt -3- | 1:56:12 | Lisa Nordén   | 1:57:06 | Daniela Ryf      | 1:57:39 |
| 15. August 2009           | London           | Nicola Spirig    | 1:54:24 | Lisa Nordén   | 1:54:26 | Helen Jenkins    | 1:54:29 |
| 22. August 2009           | Yokohama         | Lisa Nordén      | 1:55:55 | Andrea Hewitt | 1:56:00 | Juri Ide         | 1:56:03 |
| 9. bis 13. September 2009 | Gold Coast       | Emma Moffatt -4- | 1:59:14 | Lisa Nordén   | 1:59:19 | Helen Jenkins    | 1:59:41 |

### Männer
| Datum                     | Ort              | Gold                  | Zeit    | Silber             | Zeit    | Bronze                | Zeit    |
| 3. Mai 2009               | Tongyeong        | Bevan Docherty        | 1:50:25 | Bradley Kahlefeldt | 1:50:25 | Dmitri Poljanski      | 1:50:29 |
| 31. Mai 2009              | Madrid           | Alistair Brownlee -1- | 1:51:27 | Courtney Atkinson  | 1:52:14 | Javier Gomez          | 1:52:19 |
| 21. Juni 2009             | Washington, D.C. | Alistair Brownlee -2- | 1:48:58 | Javier Gomez       | 1:49:11 | Maik Petzold          | 1:49:24 |
| 12. Juli 2009             | Kitzbühel        | Alistair Brownlee -3- | 1:43:13 | Javier Gomez       | 1:43:21 | Laurent Vidal         | 1:43:24 |
| 26. Juli 2009             | Hamburg          | Jarrod Shoemaker      | 1:44:06 | Bradley Kahlefeldt | 1:44:14 | Alexander Brjuchankow | 1:44:16 |
| 16. August 2009           | London           | Alistair Brownlee -4- | 1:41:50 | Steffen Justus     | 1:41:58 | Kris Gemmell          | 1:42:01 |
| 23. August 2009           | Yokohama         | Jan Frodeno           | 1:44:31 | Kris Gemmell       | 1:44:49 | Javier Gomez          | 1:44:52 |
| 9. bis 13. September 2009 | Gold Coast       | Alistair Brownlee -5- | 1:44:51 | Javier Gomez       | 1:44:57 | Jan Frodeno           | 1:45:21 |

## Gesamtwertung
Sieger beim „Grand Final“ im September 2009 und auch Weltmeister nach Punkten wurden jeweils nach einer knappen Entscheidung die Australierin Emma Moffatt sowie der 21-jährige Brite und fünfmalige Sieger Alistair Brownlee.

### Frauen
| Platz | Land | Athletin        | Punkte |
| ----- | ---- | --------------- | ------ |
| 1     | AUS  | Emma Moffatt    | 4.340  |
| 2     | SWE  | Lisa Nordén     | 4.130  |
| 3     | NZL  | Andrea Hewitt   | 3.462  |
| 4     | SUI  | Daniela Ryf     | 3.187  |
| 5     | SCO  | Helen Jenkins   | 3.173  |
| 11    | DEU  | Anja Dittmer    | 2.130  |
| 14    | DEU  | Ricarda Lisk    | 1.998  |
| 15    | SUI  | Nicola Spirig   | 1.937  |
| 38    | AUT  | Kate Allen      | 0.809  |
| 75    | AUT  | Irina Kirchler  | 0.178  |
| 104   | FRA  | Charlotte Morel | 0.037  |

### Männer
| Platz | Land | Athlet                         | Punkte |
| ----- | ---- | ------------------------------ | ------ |
| 1     | GBR  | Alistair Brownlee              | 4.000  |
| 2     | ESP  | Javier Gomez                   | 3.959  |
| 3     | DEU  | Maik Petzold                   | 3.442  |
| 4     | DEU  | Jan Frodeno                    | 3.162  |
| 5     | DEU  | Steffen Justus                 | 3.139  |
| 9     | RUS  | Dmitri Andrejewitsch Poljanski |        |
| 16    | SUI  | Sven Riederer                  | 1.899  |
| 23    | DEU  | Sebastian Rank                 | 1.103  |
| 24    | DEU  | Daniel Unger                   | 1.084  |
| 26    | DEU  | Christian Prochnow             | 0.988  |
| 75    | AUT  | Andreas Giglmayr               | 0.203  |
| 80    | DEU  | Andreas Raelert                | 0.188  |
| 125   | AUT  | Dominik Berger                 | 0.038  |